# Antonio de Vargas-Zúñiga y Montero de Espinosa
Antonio de Vargas-Zúñiga y Montero de Espinosa ( Almendralejo, 5 de marzo de 1904 - Madrid, 20 de junio de 1983) fue un aristócrata e historiador español,  marqués de Siete Iglesias y académico de la Real Academia de la Historia.

## Biografía
Hijo de José de Vargas-Zúñiga y Golfín y Josefa Montero de Espinosa y Chaves, ostentó el marquesado desde 1918 al haber sido rehabilitado por el rey Alfonso XIII, al ser Antonio de Vargas-Zúñiga descendiente directo del I Marqués de Siete Iglesias, Rodrigo Calderón, célebre privado del Rey  Felipe III. Se casó en primeras nupcias con María del Milagro Sanchiz y Arróspide, hija del  Marqués del Vasto, y en segundas con Josefina Carlota Pignatelli y Maldonado. Fue caballero de la Real Maestranza de Caballería de Sevilla, Caballero Gran Cruz de Justicia de la Sagrada Orden Militar Constantiniana de San Jorge, cofundador de la Real Asociación de Hidalgos de España, académico de número de la Real Academia de la Historia desde 1973 (donde indexó la Colección Salazar y Castro) y presidente de la  Real Academia de Extremadura de las Letras y de las Artes.